# Judith Esseng Abolo
Judith Aline Esseng Abolo , née le 21 janvier 1979, est une judokate camerounaise.

## Biographie
Judith Esseng Abolo dispute les Jeux olympiques d'été de 2000 à Sydney ; elle est éliminée au premier tour dans la catégorie des moins de 52 kg par la Française Laëtitia Tignola. Elle est médaillée de bronze en moins de 57 kg aux Championnats d'Afrique de judo 2002 au Caire.